# Киргизький каганат
Киргизький каганат (кирг. Улуу Кыргыз дөөлөтү) — єнісейськокиргизька феодальна держава в Центральній Азії та Південному Сибіру, що утворилася в середині IX століття. Було спадкоємцем Уйгурського каганату.

## Історія

### Боротьба за незалежність
Киригизи до 581 року сплачували данину тюркам Алтаю, що утворили свій каганат. У VI–VII століттях єнісейські киргизи утворювали периферійний улус Тюркського каганату на чолі з намісником, що звався ельтебер. У 603 році брали участь у розпаді Тюркського каганату, завдяки чому киргизи отримали часткову незалежність. Вони номінально підкорювалися Східнотюркському каганату.
У 629 році киргизи були підкорені плем'ям тілеса (найімовірніше тюркського походження), а потім і кок-тюрками. У 648 році єнісейські киргизи відправили до Китаю, де правила династія Тан, перше посольство. Це свідчило про самостійну діяльність киргизьких володарів — беків. Але тоді вони ще не наважувалися прийняти титул кагана.
Напочатку VIII ст. Киргизька держава на Єнісеї вступає в свою активну фазу розвитку. У період правління Барс-бека киргизи очолювали антитюркськую коаліцію, де основну роль відігравали табгачський, тюргешський і киргизький правителі. Киргизьку державу визнали провідні каганати того часу — Тюргеші, Карлуки і династія Тан. Але у 710–711 роках Барс-бек загинув у битві Черні Сунга проти тюркських військовиків Тоньсокука та Кюль-Тегіна. Внаслідок цього єнісейські киргизи знову підкорилися тюркам.
Незважаючи на такі події киргизи продовжували налагоджувати дипломатичні контакти з імператорами Тан Сюань-цзуном, куди були здійснені посольства у 722, 723, 724, 747, 748 роках. На берегах Єнісею були знайдені тюркські рунічні написи, де йдеться про знатного киргиза Тьор-апу, вихованого при китайському дворі. Пам'ятник знайдений в місцевості Хербіс-Баарь (Тива) оповідає про киргизького князя Кутлук-Їге, відправленому до племені токуз-татар. Ще один письмовий пам'ятник єнісейських киргизів свідчить про знаходження в Тибеті киргизького посла Ерена улуга.
Киргизи намагалися нормалізувати відносини зі своїми сюзеренами-тюркютами. У 731 році, під час тризни по померлому Кюль-Тегін, володарю Східно-Тюркського каганату, відправлено до тюркютської ставки посла — Тардуша-Инанчу-Чора для участі в тризні. Були налагоджені відносини з орхонськими тюрками і карлуками, які сприяли встановленню доступу киргизів до Великого Шовковому шляху.
У 744 році вступили в союз з уйгурами, що зрештою привело до повалення Східно-тюркського каганату. Після цього киргизи, включивши до свого складу всі колишні землі тюркських каганів, перетворилися на один з провідних етносів в Саяно-Алтайському краї, підкоривши племена канглів, теїтів, кесеків, толосів, тардушів, алакчинів. Китай визнав небезпеку з боку цієї держави, значно зміцнивши прикордонні залоги. Киргизький володар прийняв титул хана.
У 758 році Киргизьке ханство зазнало поразки від Уйгурського каганату, в результати чого втратило самостійність. Киргизи постійно піднімали повстання проти іноземних загарбників, але марно. Результатом уйгурського завоювання стала також втрата киргизькими правителями ханського титулу і прийняття більш низького титулу «ажо».

### Каганат
До IX століття відбулося посилення киргизів. Їх армія була переозброєна та збільшена, основою війська стала потужна кіннота. Сформувався державний і військовий апарат, десяткова система.
У 820 році киргизи оголосили свого правителя Ажо каганом і почали проведення військових операцій проти уйгурів. У 840 році киргизька армія на чолі із каганом Солагаєм здолала військо Уйгурського каганату у битві при річці Орхон й згодом захопила уйгурську ставку Орда-Балик, внаслідок чого утворили свою державу, позбавлену суперників. Так утворився Великий Киргизький каганат. Незабаром киргизи здійснили похід, дійшовши до Жовтого моря, в результаті чого єнісейським киргизам підкорилися народи сучасної Монголії та західної Маньчжурії, алтайські народи. Потім завдано поразки огузам. Незабаром киргизи приєднали до своїх володінь держави сучасного Східного Туркестану, зокрема Куча, Кашгар, дійшли до Тянь-Шаня. У 843 році відправлено посольство до династії Тан.
Окремі вчені висловлювали думку про те, що з періодом Киргизького каганату пов'язано складання киргизького епосу «Манас», зокрема йдеться про похід 841–842 років киргизького військовика сангуна (на кшталт генерала) Алп Сол Тепека проти уйгурів Східного Туркестану, а самого військовика вважають прототипом героя Манаса.
Кордони каганата розширилися до верхів'їв Амура на сході і східних схилів Тянь-Шаню на заході. Киргизький каганат об'єднав під своєю владою Приоб'є, Алтай, Східний Казахстан, Тиву, Монголію, Забайкалля.
Розквіт Киргизького каганату тривав недовго. Підкорені уйгури постійно турбували південні кордони держави, на заході загрозу киргизам становили кимаки. У 890-х роках починається розпад каганату внаслідок повстання плем'яного союзу зубу. Згодом посилилися конфлікти кіданями, які у 907 році утворили державу Ляо. Великим ударом по киргизькій економіці та військовій потузі стала степова посуха. Зрештою киргизи виявилися не в змозі контролювати всю територію своєї величезної імперії. У 920-ті роки почалися міжусобні війни, які підірвали внутрішній устрій киргизького каганату. Це призвело до того, що до кінця Х ст. киргизи полишили усі раніше завойовані землі. Киргизька держава розпалася на окремі князівства, які у 1209 році були підкорені монгольськими військами Чингісхана.

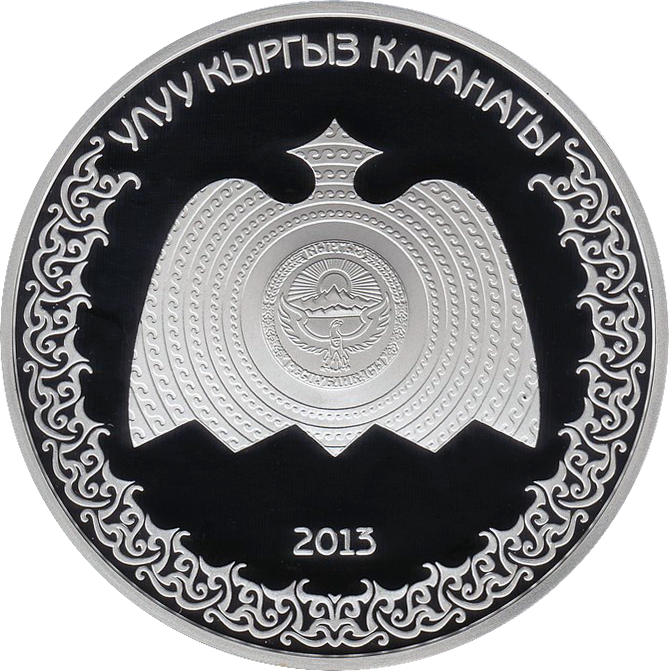
Пам'ятна монета Киргизстана — «Великий Киргизький каганат»

Нащадками Киргизького каганату вважають себе сучасна Республіка Киргизстан, Башкортостан, Казахстан, та Республіка Хакасія Російської Федерації.

## Державна організація
Каганат являв собою складне етнополітичне об'єднання, що включало «титульне», елітарне населення (власне єнісейських киргизів) і різні підлеглі групи киштимів (чужинців). Організація відповідала військовій організацій. Військовики вважалися головними у державі. Основними посадами були: беги (беки), тархани, тутуки та джаргани.
Використали согдійську та арамейську писемність для створення власної писемності, що була руноподібною. Відома в науці як орхонська. Киргизи користувалися однією з різновидів цієї письменності — єнісейською.

## Армія
Киргизи мали велику армію (100 000 воїнів) і потужну кінноту. Поділялася на важку та легку кінноту. Основу важкої кавалерії складали алипи. На чолі війська стояли сангуни.
Мала великий досвід: спочатку у протистоянні з тюрками, потім уйгурами. Зрештою кіннота здійснювала походи до Кашгарії та Мінусійнської улоговини. Спочатку для участі у військових діях киштимів спочатку не долучали, але у 830-х роках киргизька армія стала різноплемінною.
Як і у всього середньовічного населення Південного Сибіру, луки єнісейських киргизів були складені з декількох частин, згодом киргизи їх поліпшили. Розміри луків зі спущеною тятивою коливалися від 120 до 140 см. Держаки стріл робилися з берези і злегка звужувалися до вушка, в проріз якого з легким опором входила тятива. Оперення киргизьких стріл було овальної або подовжено-трикутної форми.
У комплект захисного озброєння киргизів входили наручи (для захисту руки від кісти до ліктя), поножі (для захисту ноги від коліна до ступні), нагрудники (для захисту грудей) і опліччя. Киргизькі панцири складалися з залізних пластин, скріплених між собою по ламеллярним принципом.

## Економіка
Було розвинено виробництво зброї, якістю якої єнісейські киргизи уславилися на всю Центральну Азію. Також займалися полюванням, виділкою хутра. Займалися також відгінним скотарством, розводячи овець, верблюдів і коней.
Киргизькі золотих справ майстри створили свій особливий стиль. Їхні вироби, форма яких, в цілому, відповідала степовій моді, відрізнялися багатим і вигадливим рослинним орнаментом.
Про ступінь осілості єнісейських киргизів в науці не існує єдиної думки. Тим не менш, саме землеробські навички і схильність до осілих поселень призвели до створення киргизького державного об'єднання. Вирощувалися різноманітні землеробські культури: пшениця, просо, ячмінь, конопляне насіння, плодові дерева, овес і жито. Зерно перемелювали ручними млинами.
Були налагоджені торговельні стосунки з уйгурськими державами в Турхані й Ганьсу, династією Тан, Тибетом, согдійськими володарями, каравани киргизьких купців доходили до річки Ітіль (сучасна Волга). Експортували в сусідні країни своїх чистопородних коней і приворотне траву. У той же час киргизькі купці привозили з інших країн шовк, порцеляну, глечики, дзеркала.

## Вірування, традиції та звичаї
Служіння державі, яке вважалося божественним, й відповідно кагану. Правитель носив титул кагана. Правляче подружжя шанувалася народом як земне уособлення божественної пари Тенгрі («Небо») і Умай.
Тіла померлих вояків спалювали. Разом з тілами клали військову амуніцію і похоронний інвентар. Розпечені в похоронних багаттях клинки навмисно псували — згортали в кільце або згинали навпіл. Так боролися зі шкідливою магією небіжчика та відправляли предмети в інший світ, де, згідно вірувань єнісейських киргизів, все було навпаки: ціле — зламаним, а зламане — цілим.